# C-Jun
c-Junは、ヒトではJUN遺伝子にコードされるタンパク質である。c-Junはc-Fosとともに、初期応答転写因子AP-1を形成する。c-JunはFos結合タンパク質p39として同定され、後にJUN遺伝子の産物として再発見された。c-Junは最初に発見された発がん性転写因子である。c-Junはウイルス性がんタンパク質v-Junの細胞ホモログである。ウイルスホモログであるv-Junはトリ肉腫ウイルスavian sarcoma virus 17に発見され、Junという名称は日本語の「じゅうなな」（17）に由来する。ヒトのJUN遺伝子にコードされるタンパク質はこのウイルスタンパク質と高度に類似しており、遺伝子発現を調節する特定のDNA配列と直接相互作用する。JUN遺伝子はイントロンを持たない遺伝子であり、ヒトの悪性腫瘍における転座や欠失の双方と関係している染色体領域1p32-p31にマッピングされている。

## 機能

### 調節
AP-1を形成するc-Junとその二量体化パートナーの双方が、成長因子、炎症性サイトカイン、酸化ストレスやその他の細胞ストレス、紫外線照射など多様な細胞外刺激による調節を受けている。一例として、紫外線照射はc-Junの発現の強力な誘導因子となる。
他の最初期遺伝子と同様、JUNの転写誘導は細胞内の既存のタンパク質を用いて行われ、タンパク質合成が実験的に遮断されている場合でも誘導は行われる。
JUNの転写は自身の産物による自己調節を受けている。JUNのプロモーター領域内の高親和性AP-1結合部位にc-Jun（AP-1）が結合することで、JUNの転写は誘導される。こうした正の自己調節は、細胞外刺激由来のシグナルを延長するための機構の1つとなっている可能性がある。この機構は、がんにおけるc-Jun活性の生物学的重要性をもたらしている場合がある。
また、c-Junの活性はERK経路によっても調節される。ERKの恒常的活性化はJUNの転写を高め、またCREBやGSK3を介してc-Junの安定性を高めることが知られている。その結果、c-Jun、そしてRACK1、サイクリンD1といった下流標的の活性化が引き起こされる。RACK1はJNKの活性を高め、JNKシグナルを活性化することでc-Junの活性を調節する。.
c-Junのセリン63番、73番、そしてスレオニン91番、93番のリン酸化によって、c-Jun標的遺伝子の転写は高まる。このc-Jun活性の調節はJNKによって行われる。ストレス誘発性のアポトーシスや細胞増殖の際のc-Junの活性は、このN末端のリン酸化によって調節されていることが示されている。他の研究では、RasやFosによる発がん性形質転換の際にもセリン63番、73番のリン酸化が必要となることが示されている。

### 細胞周期の進行
c-Junは細胞周期のG1期の通過に必要であることが研究から示されており、c-Junヌル変異細胞の細胞周期はG1期で停止する。c-JunはRbのリン酸化（不活性化）をもたらす主要な因子であるサイクリンD1の転写レベルを調節している。c-JunはサイクリンD1を介したキナーゼ活性を十分なレベルに維持し、細胞周期の進行を可能にしている。
c-Junが存在しない細胞ではp53（細胞周期の停止の誘導因子）とp21（CDK阻害因子でありp53の標的遺伝子）の発現が上昇し、細胞周期の進行に欠陥が生じる。一方c-Junの過剰発現はp53やp21の減少をもたらし、細胞増殖が加速する。c-Junはp53遺伝子のプロモーター内のvariant AP-1 siteに結合することでp53の転写を抑制し、p53をダウンレギュレーションすることで細胞周期の進行を制御している。

### 抗アポトーシス活性
紫外線照射は、c-Junの発現とJNKシグナル伝達経路を活性化する。c-Junは紫外線誘発性アポトーシスから細胞を保護し、NF-κBと競合することでTNFαによって誘導されるアポトーシスを防いでいる。c-Junによるアポトーシスからの保護にはセリン63/73番（c-Junのリン酸化に関与している）が必要であるが、これらの残基はG1期の進行には必要ではない。このことは、c-Junによる細胞周期の進行とアポトーシスの防止は2つの異なる機構によって調節されていることを示唆している。
肝細胞癌における研究では、c-Junの不活性化によってp53タンパク質やp53標的遺伝子であるNOXAのmRNA濃度の上昇と相関した形で腫瘍発生が損なわれることが示されている。また、c-Junは肝細胞をアポトーシスから防ぐ役割を果たしており、c-Junを欠く細胞はTNFαによるアポトーシスに対する感受性が高まる。こうしたc-Junを欠く肝細胞では、p53の欠失によってTNFαに対する抵抗性を回復する。これらの結果は、肝腫瘍においてc-Junがp53のアポトーシス促進活性に対抗する役割を果たしていることを示している。

## 臨床的意義
c-Junは月経周期を通じて子宮内膜の細胞増殖とアポトーシスに関与していることが知られている。c-Junのタンパク質濃度の周期的変化は、腺上皮細胞の増殖とアポトーシスに重要である。間質細胞でのc-Junの持続的発現は、分泌期後期におけるアポトーシスの開始を妨げる可能性がある。

### がん
非小細胞肺癌（NSCLC）を用いた研究では、原発性・転移性肺腫瘍症例の31%でc-Junの過剰発現が観察されるのに対し、正常な気道や肺胞の上皮細胞は一般的にはc-Junを発現していない。
浸潤性乳がん103症例についての研究では、活性化されたc-Junは主に乳がんの浸潤先進部に発現しており、増殖や血管新生と関連していることが示されている。

### 発がんイニシエーション
肝細胞癌を化学的に誘発したマウスにおいて腫瘍発生のさまざまな段階でc-Junを肝特異的に不活性化した研究では、c-Junは腫瘍発生の初期段階に必要であり、c-Junの欠失によって腫瘍形成が大きく抑制されることが示されている。また、c-Junはイニシエーションとプログレッション過程間での腫瘍細胞の生存にも必要である。対照的に、進行した腫瘍ではc-Junの不活性化によって腫瘍のプログレッションが損なわれることはない。

### 乳がん
MCF-7細胞におけるc-Junの過剰発現は全体的なaggressivenessの増大をもたらし、細胞運動性の増大、細胞外マトリックス分解酵素MMP-9の発現上昇、in vitroでのchemoinvasionの増大、ヌードマウスにおける外因性エストロゲンの非存在下での腫瘍形成が観察される。c-Junを過剰発現したMCF-7細胞はエストロゲンやタモキシフェンへの応答性を失うため、c-Junの過剰発現は乳がん細胞にエストロゲン非依存性表現型をもたらすと考えられている。c-Junを過剰発現したMCF-7細胞で観察される表現型は、進行してホルモン不応性となった乳がんで臨床的に観察されるものと類似している。
c-Junの過剰発現による浸潤性表現型は他の研究でも確認されている。この研究では、c-Junを過剰発現した乳がんではin vivoでの肝転移の増大も示されており、c-Junが乳がんの転移に重要な役割を果たしていることが示唆されている。
乳がんでは、ErbB2誘発性の乳腺上皮細胞の遊走と浸潤において、内因性のc-Junが重要な役割を果たしていることが知られている。c-JunはSCFやCCL5のプロモーターを活性化し、発現誘導されたSCFやCCL5は乳腺上皮細胞集団の自己複製を促進する。このことは、c-Junが乳がん幹細胞の増殖を媒介し、腫瘍の浸潤性を高めていることを示唆している。

### 外陰がん
外陰部扁平上皮癌試料では、RARBがん抑制遺伝子の高メチル化による不活性化と関連して、c-Junの過剰発現が観察される。外陰がん試料では正常な皮膚や前がん病変と比較してc-JunのmRNA濃度が高く、発がんにおけるRARBとc-Junの関連が強く示唆される。

### 細胞分化
10種類の未分化型でaggressivenessの高い肉腫では、JUN遺伝子の増幅やc-JunのmRNA・タンパク質双方の過剰発現が示されている。ヒト脂肪肉腫と類似した非腫瘍性の脂肪前駆細胞株である3T3-L1細胞では、c-Junの過剰発現によって脂肪細胞への分化が遮断されるもしくは遅れる。

### 神経や脊髄の再生
齧歯類では、末梢神経の損傷によってJNKシグナルが迅速によって活性化され、その結果c-Junが活性化される。一方、中枢神経系の損傷ではこうした応答は起こらない。c-Junは末梢神経系と中枢神経系の双方において軸索の再生促進の十分因子であり、後根神経節ニューロンと皮質ニューロンの双方でc-Junの過剰発現によって再生の増大が引き起こされることが示されている。

## 抗がん剤標的として
c-Junはがんにおいて過剰発現が観察されるため、いくつかの研究ではc-Junのがん治療標的としての可能性が提唱されている。ある研究では、RasやFosが発がん性形質転換を引き起こすためにはJNKによるc-Junのセリン63番、73番のリン酸化が必要であることが示されている。この研究では、これらN末端のリン酸化が行われないc-Jun変異体マウスでは皮膚腫瘍や骨肉腫を誘発した際の腫瘍発生が損なわれることが示されている。また、大腸がんモデルマウスではc-JunのN末端のリン酸化不能変異または腸特異的なc-Junの不活性化によってがんの発生が低下し、寿命が伸長する。そのため、c-JunのN末端のリン酸化（もしくはJNKシグナル伝達経路）の標的化は、腫瘍の成長を阻害する戦略の1つとなる可能性がある。
メラノーマ由来B16-F10がん細胞では、JunBのノックダウンとJNK/c-Junの薬理的不活性化を組み合わせることで細胞毒性が引き起こされ、細胞周期の停止とアポトーシスにつながる。このJunBとc-Junを標的とした戦略によって腫瘍細胞接種マウスの生存が改善することから、抗がん戦略としての可能性が示唆される。

## 抗がん作用
大部分の研究結果は、c-Junが腫瘍のイニシエーションや浸潤性の増大に寄与することを示していている。しかしながら、いくつかの研究ではc-Junの代替的な活性が発見されており、c-Junは実際にはがんにとって諸刃の剣となっている可能性が示唆されている。

### p16
p16INK4aは細胞周期の進行を阻害するがん抑制因子である。ある研究では、c-Junがp16INK4aの遺伝子のプロモーターのメチル化を阻害し、p16INK4aの遺伝的サイレンシングを防いでいることが示されている。

### チロホリン
チロホリン（tylophorine）は、細胞周期の停止を誘導することで抗がん作用を示す植物由来アルカロイドの一種である。チロホリン処理はc-Junタンパク質の蓄積を高めることが研究で示されている。c-Junの発現はチロホリンとともにサイクリンA2をダウンレギュレーションすることで、がん細胞の細胞周期のG1期での停止を促進する。これらの結果はチロホリンの抗がん作用がc-Junによって媒介されていることを示唆している。

## 相互作用
c-Junは次に挙げる因子と相互作用する。
- ATF2（英語版）[30][31][32]
- AR[33]
- ASCC3（英語版）[34]
- ATF3（英語版）[32][35][36]
- BCL3（英語版）[37]
- BCL6[38]
- BRCA1[39]
- c-Fos[40][41][42][43][44][45][46]
- CSNK2A1（英語版）[47]
- COPS5（英語版）[48]
- CREBBP（英語版）[49]
- CSNK2A2（英語版）[47]
- DDX21（英語版）[50]
- DDIT3[51]
- ERG（英語版）[52]
- ETS2（英語版）[53]
- FOSL1（英語版）[41]
- GTF2B（英語版）[54]
- MAPK8（英語版）[55][56][57][58][59][60][61][62]
- MyoD（英語版）[63]
- NACA（英語版）[64]
- NELFB（英語版）[65]
- NFE2L1（英語版）[46]
- NFE2L2（英語版）[46]
- NCOR2（英語版）[66]
- NCOA1[67][68][69]
- PIN1（英語版）[70]
- RBM39（英語版）[71]
- RELA（英語版）[43]
- RB1[72]
- RFWD2（英語版）[73][74]
- RUNX1[75][76]
- RUNX2（英語版）[75][76]
- SMAD3[77][78][79]
- STAT1[80]
- STAT3[80]
- TBP[54]
- TGIF1（英語版）[81]

## 関連文献
- “Human proto-oncogene c-jun encodes a DNA binding protein with structural and functional properties of transcription factor AP-1”. Science 238 (4832):  1386–92. (December 1987). Bibcode: 1987Sci...238.1386B. doi:10.1126/science.2825349. PMID 2825349.
- “Jun: transcription factor and oncoprotein”. Journal of Molecular Medicine 74 (12):  725–47. (December 1996). doi:10.1007/s001090050077. PMID 8974016.
- “Marek's disease herpesvirus transforming protein MEQ: a c-Jun analogue with an alternative life style”. Virus Genes 21 (1–2):  51–64. (2001). doi:10.1023/A:1008132313289. PMID 11022789.
- “[Possible role of transcription factor AP1 in the tissue-specific regulation of human papillomavirus]”. Revista de Investigacion Clinica 54 (3):  231–42. (2002). PMID 12183893.
- “The activator protein-1 transcription factor in respiratory epithelium carcinogenesis”. Molecular Cancer Research 5 (2):  109–20. (February 2007). doi:10.1158/1541-7786.MCR-06-0311. PMID 17314269.